# Geothlypis speciosa
La golagialla capinera (Geothlypis speciosa P. L. Sclater, 1859) è un uccello della famiglia dei Parulidi originario del Messico centro-meridionale. La IUCN la classifica dal 2000 tra le «specie in pericolo».

## Tassonomia
Se ne riconoscono due sottospecie:
- G. s. speciosa P. L. Sclater, 1859 - Stato del Messico (Messico centrale);
- G. s. limnatis Dickerman, 1970 - Guanajuato meridionale e Michoacán settentrionale (Messico centrale).

## Descrizione

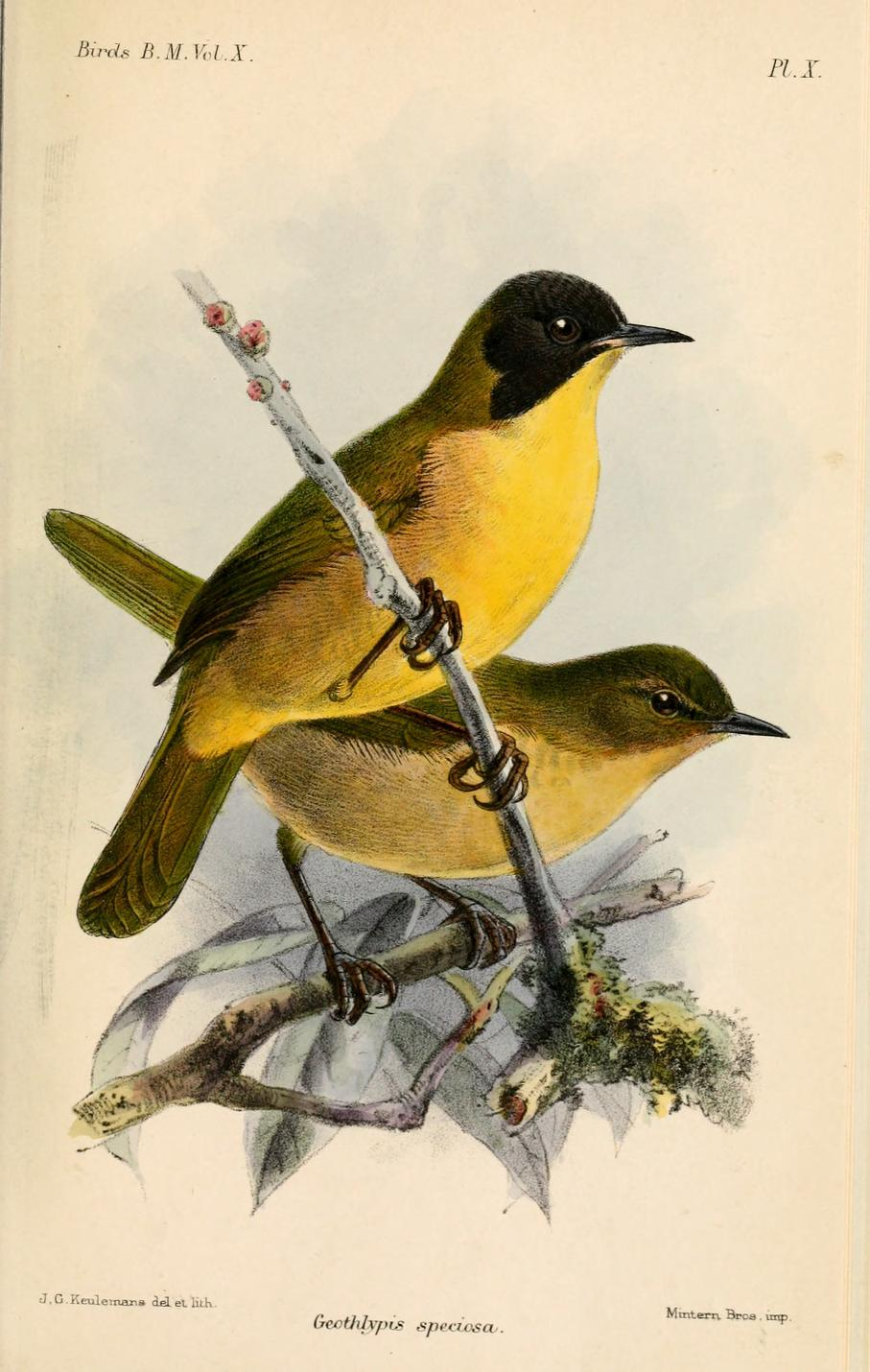
Illustrazione di Keulemans (1885).

La golagialla capinera misura 13 cm di lunghezza e pesa tra i 10 e gli 11,6 g. L'ala misura 5,5-6,1 cm nei maschi e 5,2-5,7 cm nelle femmine. I maschi adulti della forma nominale presentano una caratteristica maschera facciale nera, che si estende fino ai lati del collo e si congiunge alla macchia nera posta sulla fronte. La piume della corona sono nerastre con le estremità marroncine, la parte posteriore della testa e il collo sono di colore bruno-rossiccio e il dorso è oliva-brunastro. Le penne delle ali e della coda sono color marrone sporco con i margini oliva. La regione ventrale è color giallo scuro, con sfumature arancio sul petto e ocra sui fianchi. Il becco è nero e le zampe sono color grigio-carne.
Le femmine adulte della sottospecie nominale hanno un piumaggio dai toni più spenti di quello dei maschi e sono prive della maschera facciale nera. La testa è color grigio-oliva scuro con i lati oliva e un anello oculare e una striscia sopracciliare color tenné chiaro. Il piumaggio del dorso è grigio-oliva chiaro; quello della regione ventrale è color giallo scuro con sfumature bruno-oliva sui fianchi e ai lati del petto e, molto sbiadite, sull'addome. I maschi del primo anno della forma nominale sono simili ai maschi adulti, ma hanno la maschera facciale nera meno pronunciata e di solito limitata ai lati della testa, alle redini e alla parte bassa delle copritrici auricolari. La corona è color oliva spento. Gli esemplari giovani hanno testa marrone, dorso oliva, regione ventrale di un'oliva più chiaro, becco nero e zampe marroncine.
La sottospecie G. s. limnatis è molto simile alla forma nominale. Ha solamente il becco leggermente più lungo, il piumaggio del dorso dai toni più verdastri, senza sfumature marroni, e fianchi maggiormente sfumati di oliva.

## Distribuzione e habitat
La golagialla capinera è diffusa sugli altopiani del Messico centro-meridionale. Vive da sola o in coppie in paludi, golene e laghi, ove vi sia un manto di vegetazione costituito da giunchi e tife.

## Biologia
Si nutre principalmente di insetti, che cattura ai piani inferiori della vegetazione in cui abita. La nidificazione ha luogo tra marzo e giugno. Riguardo ai siti di nidificazione, la nidificazione stessa e le abitudini riproduttive non abbiamo molti dati.

## Conservazione
A causa della distruzione dell'habitat, la specie compare dal 2000 tra le «specie in pericolo» classificate dalla IUCN. Riguardo all'entità della popolazione non vi sono cifre esatte, in quanto l'ultimo censimento risale al 1980. Sulla base di tali dati, gli esperti dell'organizzazione conservazionista BirdLife International stimano che ne rimangano tra i 2500 e i 10.000 esemplari.